# جیم تیومنو

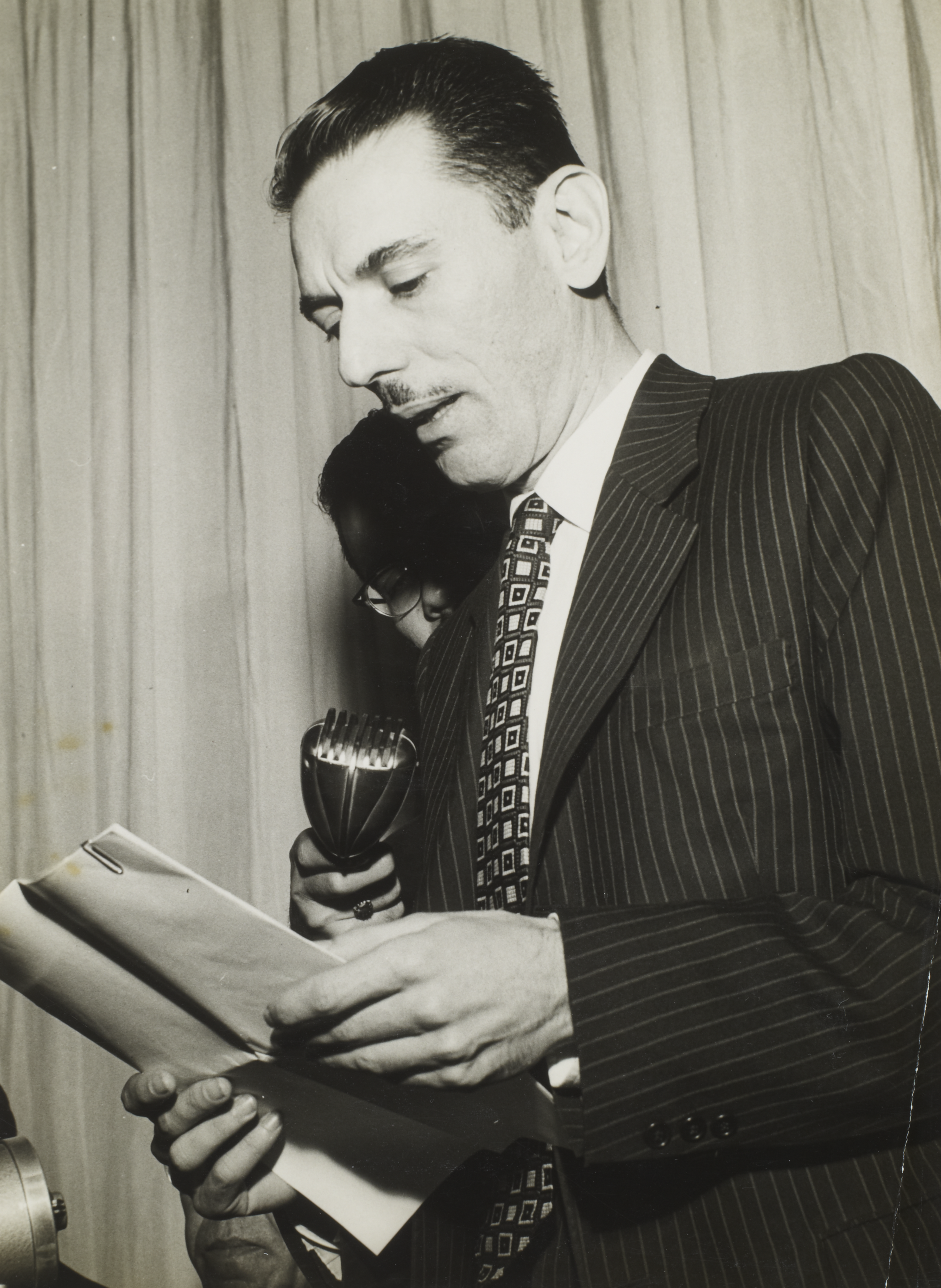
نگاره‌ای از جیم تیومنو، فیزیک‌دان اهل برزیل

 جیم تیومنو (انگلیسی: Jayme Tiomno؛ زاده ۱۶ آوریل ۱۹۲۰ درگذشته ۲۰۱۱) فیزیک‌دان اهل برزیل بود.